# Listen to the Scatman
Listen to the Scatman este o compilație din 2001 a înregistrărilor timpurii ale lui John Larkin (Scatman John) și include melodii din albumul de debut din 1986 și multe standarde de jazz.

## Melodii
1. „Well You Needn't”
2. „Lady Bird”
3. „A Foggy Day”
4. „So What”
5. „Makin' Whoopee”
6. „Just Friends”
7. „You Stepped Out Of A Dream”
8. „Ain't Misbehavin'”
9. „Last Night I Dreamed”
10. „Have You Met Miss Jones?”
11. „Softly, As In A Morning Sunrise”
12. „Listen To The Scatman”

## Componență
- Bob Harrison (2), Nils Johnson - bass
- Clark Woodard, Jim Miller - baterie
- Phil Cacairin, Richard Rosen - ingineri
- John Larkin - pian
- Joe Farrell - saxofon
- Judy Larkin - producător
- John Larkin - Voce